# Буда-Кошелёво
Бу́да-Кошелёво (бел. Бу́да-Кашалёва) — город в Гомельской области Республики Беларусь. Административный центр Буда-Кошелёвского района.
Численность населения — 8 534 человек (на 1 января 2025 года).
В 2023 году Буда-Кошелёво отметил 150-летие.

## География
Расположен в 48 км к северо-западу от Гомеля, в 256 км к юго-востоку от Минска.
Буда-Кошелёвская железнодорожная станция на линии Гомель — Жлобин.

## История
Первоначальная история города связана со старинным селом Кошелевом, находящимся от него в нескольких километрах к северо-востоку. Название Кошелев происходит от слова кош (кошель) — «временное жилище, стан, обоз, лагерь с участком поля, полосой земли, очищенной от леса». Впоследствии рядом с Кошелевом были основаны несколько промысловых выселков, в том числе и Буда, где производили деготь, поташ, селитру, клепку. Десятки белорусских населенных пунктов с названием Буда первоначально были промысловыми поселениями в лесу. С течением времени Буда-Кошелевская стала самостоятельной деревней.
По письменным источникам известен с 1824 года как деревня Буда, в составе казённого поместья, в Кошелёвской волости Рогачёвского уезда Могилёвской губернии. Действовал трактир. Во второй половине XIX века название приобрело современное звучание, но к нашему времени большинство жителей района пользуются старым названием — Буда.
В конце XIX века население местечка составляло около 500 жителей.
В 1873 году была проложена линия Либаво-Роменской железной дороги, а в 1877 открыта железнодорожная станция Буда-Кошелёвская.
В 1938 году Буда-Кошелёво получило официальный статус городского посёлка, а в 1971 — статус города.
С 26 октября по 27 декабря 1941 в Буда-Кошелёво находилось гетто, куда принудительно переселили евреев посёлка Буда-Кошелёво, а также близлежащих населённых пунктов в процессе преследования и уничтожения евреев во время оккупации территории Беларуси войсками нацистской Германии в период Второй мировой войны. В гетто погибли около 500 человек.
20 октября 1995 года административные единицы Буда-Кошелёвский район и город Буда-Кошелёво, имеющие общий административный центр, объединены в одну административную единицу — Буда-Кошелёвский район.

## Геральдика
Герб и флаг зарегистрированы в Гербовом матрикуле Республики Беларусь 4 июня 2002 года № 86. Утверждены решением Буда-Кошелёвского районного Совета депутатов 27 декабря 2001 года № 58.

## Население

### Численность
- 2025 год — 8 534 человек[5]

### Динамика
- 1939 год — 3,4 тыс. чел.: 2562 белоруса, 496 евреев, 129 русских, 88 украинцев[10]
- 1969 год — 7,2 тыс. чел.[11]
- 1991 год — 8,9 тыс. чел.[12]
- 2004 год — 9,5 тыс. чел.[13]
- 2009 год — 9,016 тыс. чел. (согласно переписи)
- 2015 год — 8 572 человек[14]
- 2016 год — 8 551 человек[15]
- 2017 год — 8 460 человек[15]
- 2018 год — 8 683 человек
- 2020 год — 8 830 человек
- 2023 год — 8 618 человек[16]
- 2024 год — 8 581 человек[17]
- 2025 год — 8 534 человек[5]

| Численность населения: |
| График не отображается по техническим причинам. Чтобы исправить это, воспроизведите график в новом формате, если это возможно. |

В 2017 году в Буда-Кошелёво родилось 109 и умерло 87 человек. Коэффициент рождаемости — 12,7 на 1000 человек (средний показатель по району — 12,4, по Гомельской области — 11,3, по Республике Беларусь — 10,8), коэффициент смертности — 10,2 на 1000 человек (средний показатель по району — 18,7, по Гомельской области — 13, по Республике Беларусь — 12,6).

## Экономика
В городе работают льнозавод, хлебозавод, 

## Образование
В городе находятся гимназия, а также средняя, спортивная и музыкальная школы.
Расположен Буда-Кошелёвский аграрно-технический колледж (бывший техникум механизации сельского хозяйства).

## Культура
- Расположен историко-культурный центр Буда-Кошелёвского района[27]
  - Картинная галерея имени Е. Е. Моисеенко[28]
  - Историко-краеведческий музей[29]
- Историко-краеведческий музей ГУО «СШ № 1 г. Буда-Кошелёво»
- Музейная комната ГУО «Гимназия г. Буда-Кошелёво»
- Музей боевой и трудовой славы ГУО «Буда-Кошелёвский аграрно-технический колледж» (1972)
- Музей военной техники под открытым небом
- ГУО «Буда-Кошелёвский центральный районный Дом культуры»[30]

## События и мероприятия
- В 2016 году прошёл областной фестиваль «Дажынкi»
- 6-15 сентября 2023 года — Марафон «17 граней единства», приуроченный ко Дню народного единства[31]
- 17 сентября 2023 года Буда-Кошелёво отметил 150-летие[6][32].

## Достопримечательность
- Свято-Николаевская церковь (1995)
- Могила жертвам фашизма (1941) —  Историко-культурная ценность Республики Беларусь, шифр 313Д000124
- Братская могила (1941-1944 гг.), ул. Ленина, в сквере —  Историко-культурная ценность Республики Беларусь, шифр 313Д000125
- Братская могила (1941-1944 гг.), ул. Ленина, в сквере —  Историко-культурная ценность Республики Беларусь, шифр 313Д000126
- Курган Славы
- Аллея деревьев «Дружба и единство» ко Дню народного единства (16.09.2022). Около Кургана Славы.

### Памятник, скульптура
- Памятник В. И. Ленину
- Бюст П. Я. Головачёву (1951), ул. Ленина —  Историко-культурная ценность Республики Беларусь, шифр 313Ж000127
- Памятник вице-адмиралу В. П. Дрозду (1968)
- Бюст С. А. Пономарёву на Аллее Славы
- Памятный знак органам прокуратуры, посвящённый 100-летию надзорного ведомства (2022)
- Памятный знак, посвящённый 70-летию Департамента охраны (2023)

## Галерея

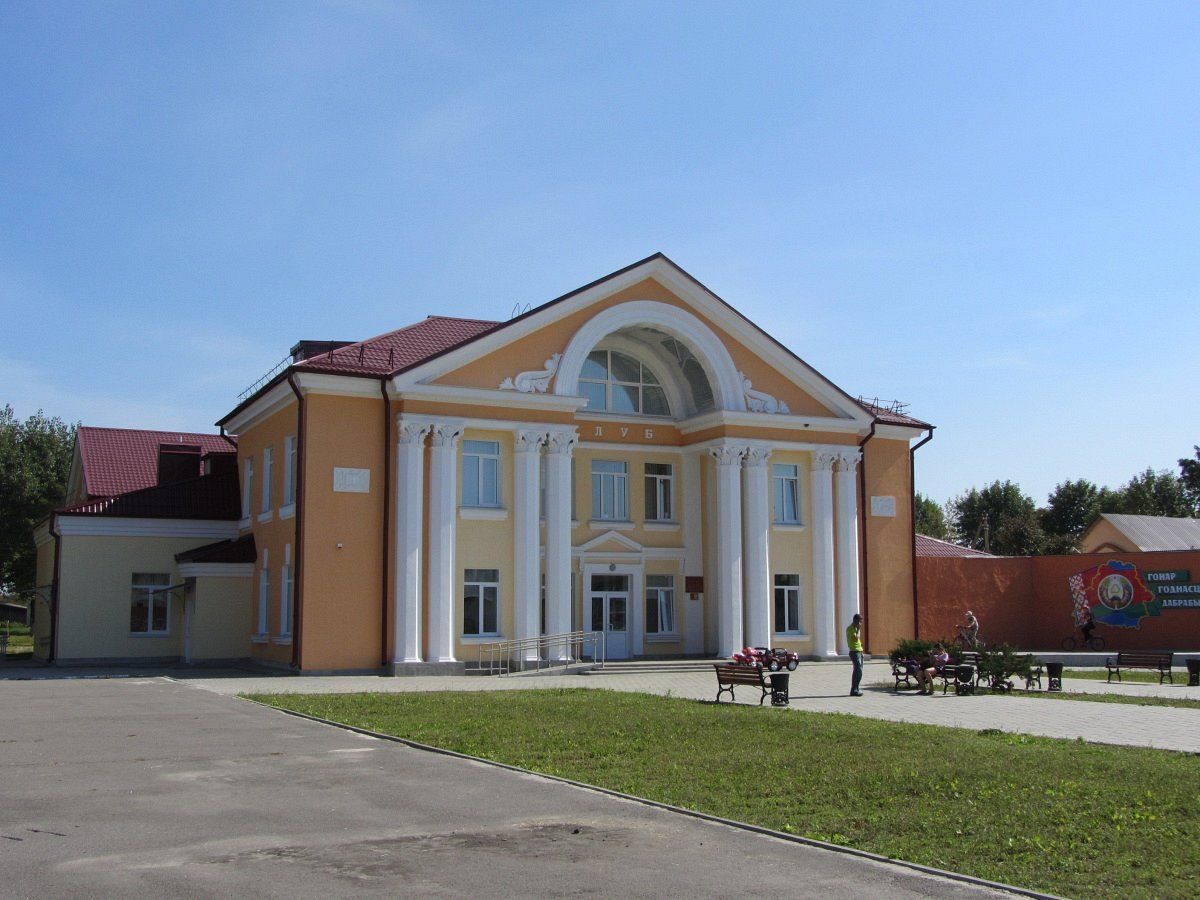
Дом культуры
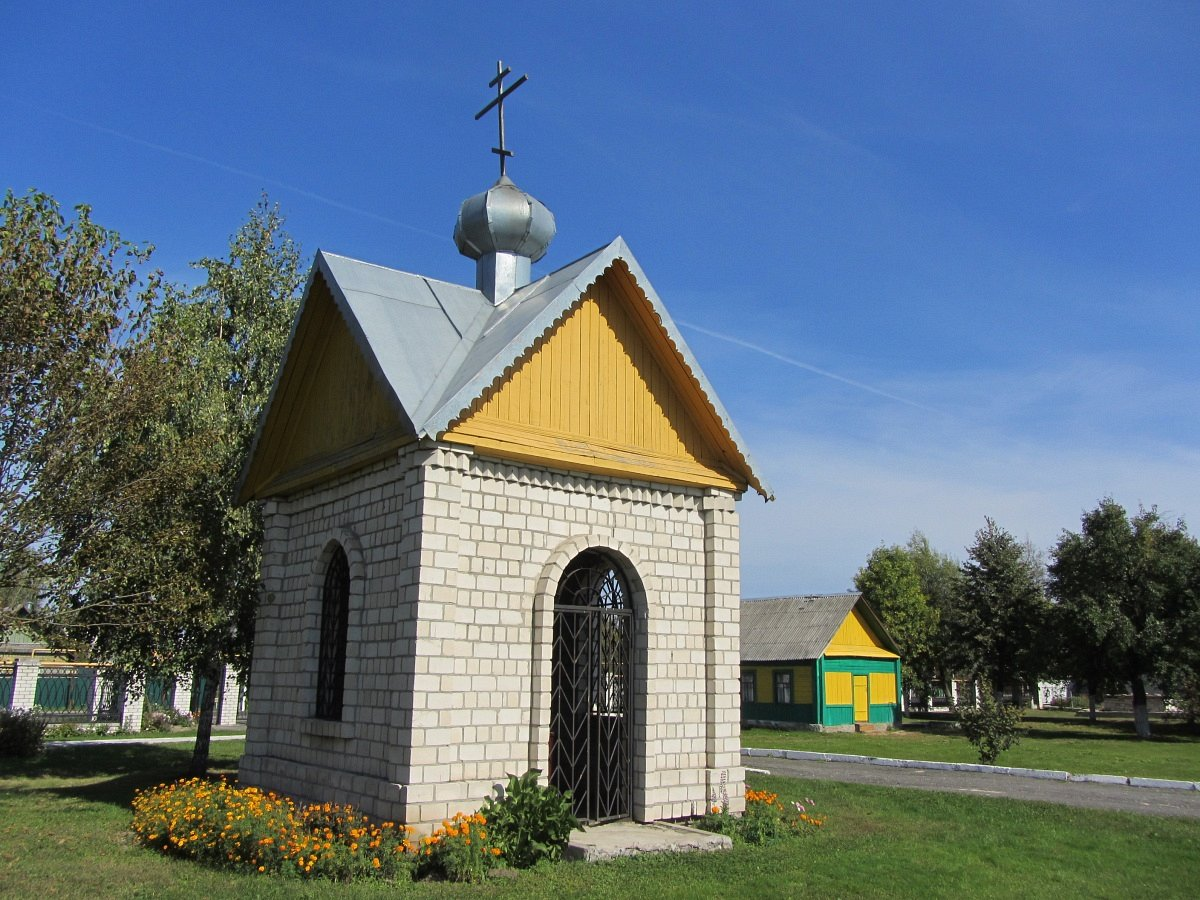
Каплица
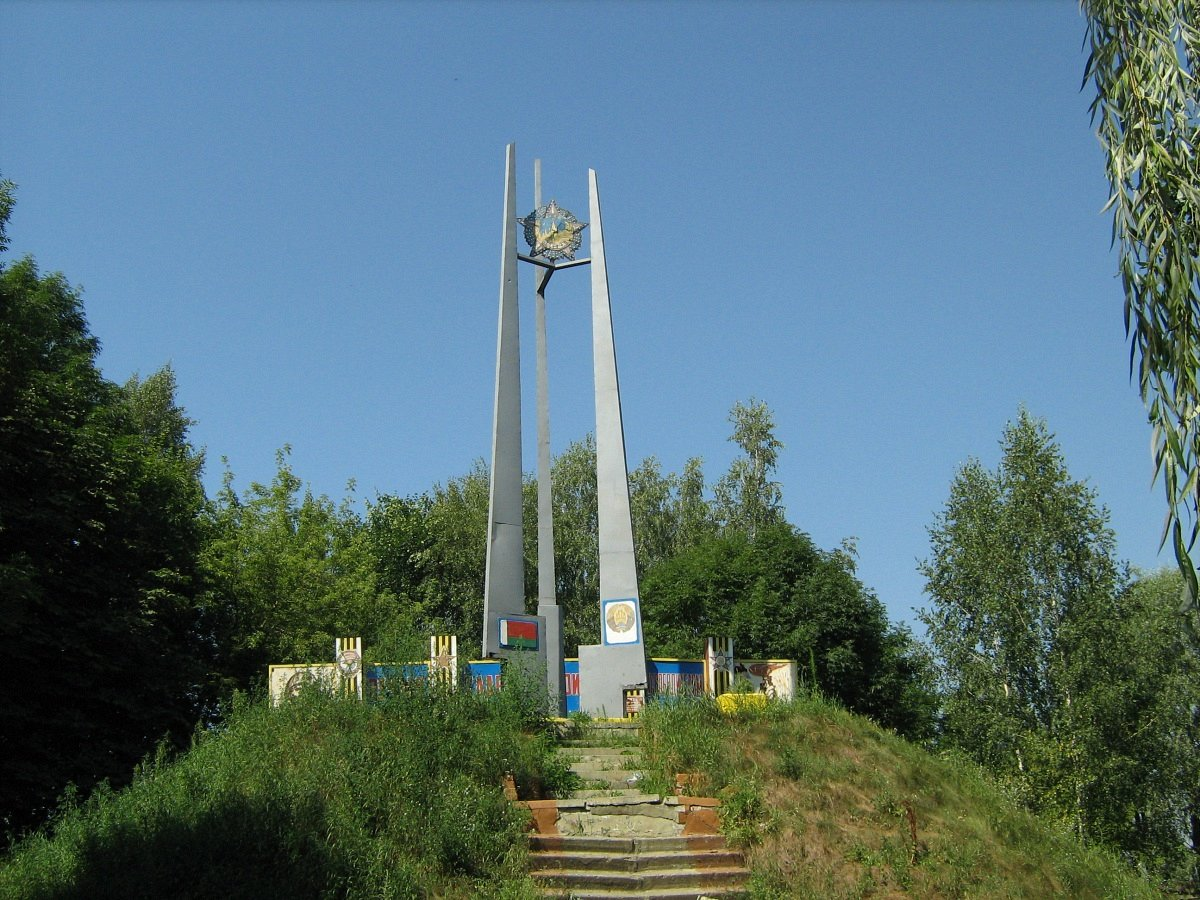
Курган Славы

## СМИ
Издаётся Буда-Кошелёвская районная общественно-политическая газета «Авангард».